# 세이부 세이부엔선
세이부엔 선(일본어: 西武園線, せいぶえんせん)은 세이부 철도가 운영하는 노선 가운데 하나이다. 일본 도쿄도 히가시무라야마시에 있는 히가시무라야마 역과 세이부엔 역을 잇는다.

## 역사
- 1930년 4월 5일 : (구) 세이부 철도 무라야마 선의 연신 형태로 히가시무라야마 역 - 무라야마 저수지앞역(임시) 구간 (2.8km) 개통.
- 1939년 1월 27일 : 무라야마 저수지앞역 보통역으로 승격.
- 1941년 3월 1일 : 무라야마 저수지앞역이 사야마 공원역으로 역명 변경.
- 1944년 5월 10일 : 운행 중지.
- 1945년 9월 22일 : 무사시노 철도와 합병.
- 1948년 4월 1일 : 운행 재개. 사야마 공원역이 무라야마 저수지역으로 역명 변경.
- 1951년 3월 1일 : 무라야마 저수지역과 임시역이었던 세이부엔 역이 통합됨.
- 1952년 3월 25일 : 무라야마 선이 신주쿠 선으로 노선명 변경. 히가시무라야마 역 - 세이부엔 역 구간은 세이부엔 선으로 노선명 변경.

## 운행 형태
평소에는 히가시무라야마 역에서 세이부엔 역까지 4량편성(가끔 6량편성)으로 운행을 하지만, 이른 아침에는 고쿠분지 선의 고쿠분지역에서 직결운행하는 열차가 투입된다.

## 차량
- 신101계 - 2021년 2월에 퇴출
- 신2000계
- 9000계(가끔 투입)
- 20000계 - 신주쿠 선 직결 운행 열차만
- 30000계 - 신주쿠 선 직결 운행 열차만

## 역 목록

### 정차역 목록
| 역 이름        | 일본어 이름 | 거리 (km) | 접속 노선              | 소재지                  |
| -------------- | ----------- | --------- | ---------------------- | ----------------------- |
| 히가시무라야마 | 東村山      | 0.0       | 신주쿠 선, 고쿠분지 선 | 도쿄도 히가시무라야마시 |
| 세이부엔       | 西武園      | 2.4       |                        | 도쿄도 히가시무라야마시 |

### 폐역 목록
- 노구치 신호소 : 임시역이었던 세이부엔 역에 연결된 지선과의 분기를 위해 설치된 신호소. 1951년 폐역.
- 무라야마 저수지역 : 개통 당시 종착역. 1951년에 세이부엔 역과 통합되어 폐역.